# Arracacia tolucensis
Arracacia tolucensis är en flockblommig växtart som först beskrevs av Carl Sigismund Kunth, och fick sitt nu gällande namn av William Botting Hemsley. Arracacia tolucensis ingår i släktet Arracacia och familjen flockblommiga växter. Utöver nominatformen finns också underarten A. t. multifida.